# Catherine Arnaud
Pour les articles homonymes, voir Arnaud.
Catherine Arnaud, née le 5 février 1963 à Bordeaux, est une judokate française de la catégorie des poids légers.
Elle est championne du monde de judo en 1987 à Essen (Allemagne) et en 1989 à Belgrade (Yougoslavie), et championne d'Europe en 1987, 1988, 1989 et   1990.
Elle termine troisième de l'épreuve de démonstration de judo aux Jeux olympiques d'été de 1988.
Elle fait partie de la promotion 2022 des personnes obtenant le titre de gloire du sport.
- Grade: Ceinture Blanche-rouge 7e DAN (2007)[3].
- Grade: Ceinture Blanche-rouge 8e DAN (2020).